# Anjanaharibe-Sudreservaat
Het Anjanaharibe-Sudreservaat is een natuurreservaat dat in 1958 werd opgericht in Madagaskar. De naam 'Anjanaharibe' betekent 'plaats van de grote God'. Het beschermde natuurgebied is nu 17 hectare groot, maar men plant het in de nabije toekomst te vergroten naar 28,6 hectare.

## Ligging
Het wildreservaat bevindt zich in de regio Sava in het noordoosten van Madagaskar. Zo'n 25-30 kilometer is het verwijderd van de stad Andapa en het beslaat een 32 km² groot gebied aan bergachtig regenwoud. Het ligt dicht bij het Nationaal park Marojejy, maar wordt minder vaak bezocht. Het is moeilijker te bereiken; je kan er het best naartoe gaan met een 4x4. Het reservaat ligt tussen de 500 en de 2064 meter boven de zeespiegel. Twee rivieren doorkruisen het gebied, met name de Fotsialanana en de Marolakana die samenkomen in de Ankaiberivier.

## Klimaat
Het is een van de meest vochtige regio's van het eiland. Er valt per jaar gemiddeld 3000 mm neerslag. Van januari tot april is het bijna onbereikbaar door de erbarmelijke staat van de wegen. Het gebied levert water aan de naburige steden en rijstvelden. Het hele jaar door schommelt de temperatuur tussen de 20 en 25 graden.

## Fauna
Dankzij de variatie in hoogte en de temperatuur is de biodiversiteit in het reservaat zeer groot. In wetenschappelijk onderzoek zijn en worden er veel soorten ontdekt op dit natuurdomein. Bepaalde endemische dieren vind je enkel daar. Het gebied huisvest twaalf lemurensoorten, waaronder de volledig witte zijdesifaka, een soort die enkel in het reservaat voorkomt en met uitsterven wordt bedreigd, en de babakoto.
Verder wonen er in het reservaat 120 soorten vogels, 40 soorten reptielen en 55 soorten amfibieën, waarvan een deel kwetsbaar is en op de Rode lijst staat. Er wonen onder meer Brookesia karchei, madagaskarplatstaartgekko, helmvanga, Fanovana-newtonia en de madagaskarslangenarend.

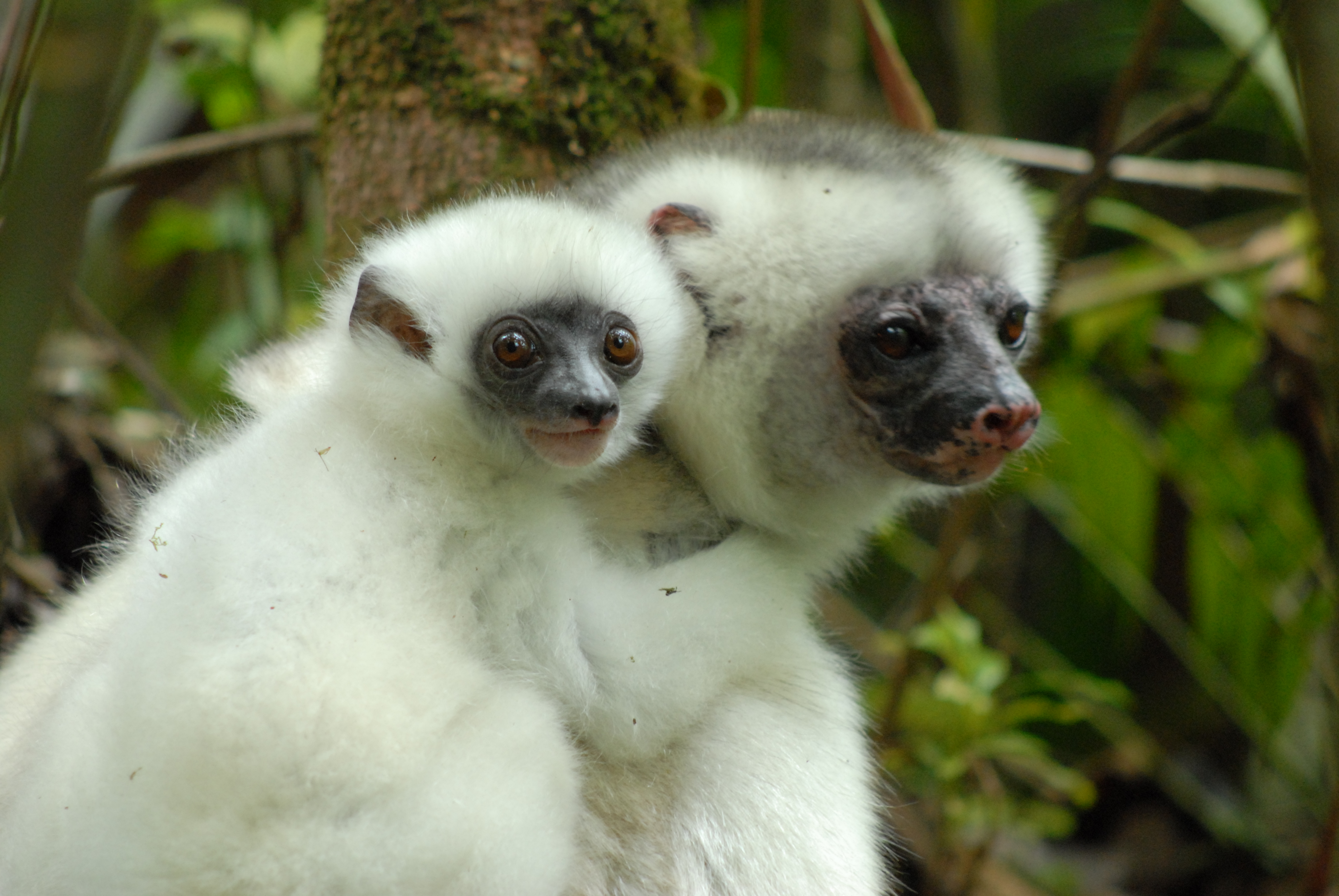
Zijdesifaka
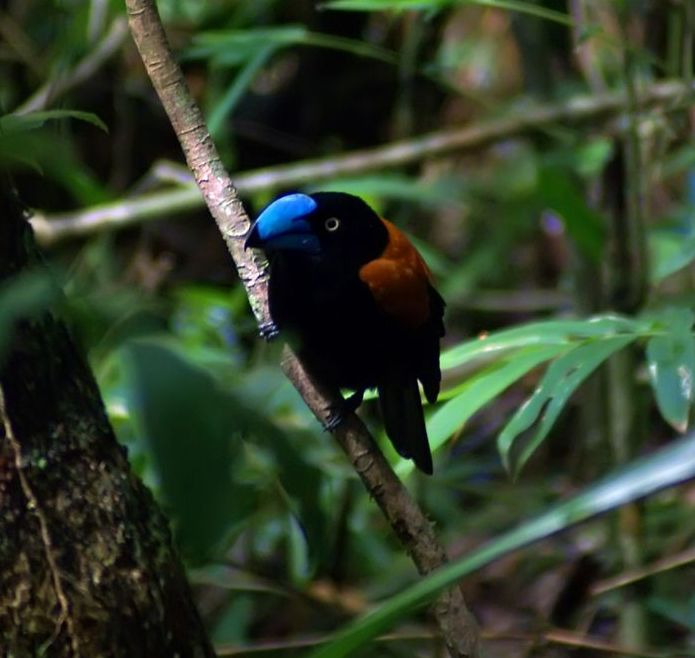
Helmvanga
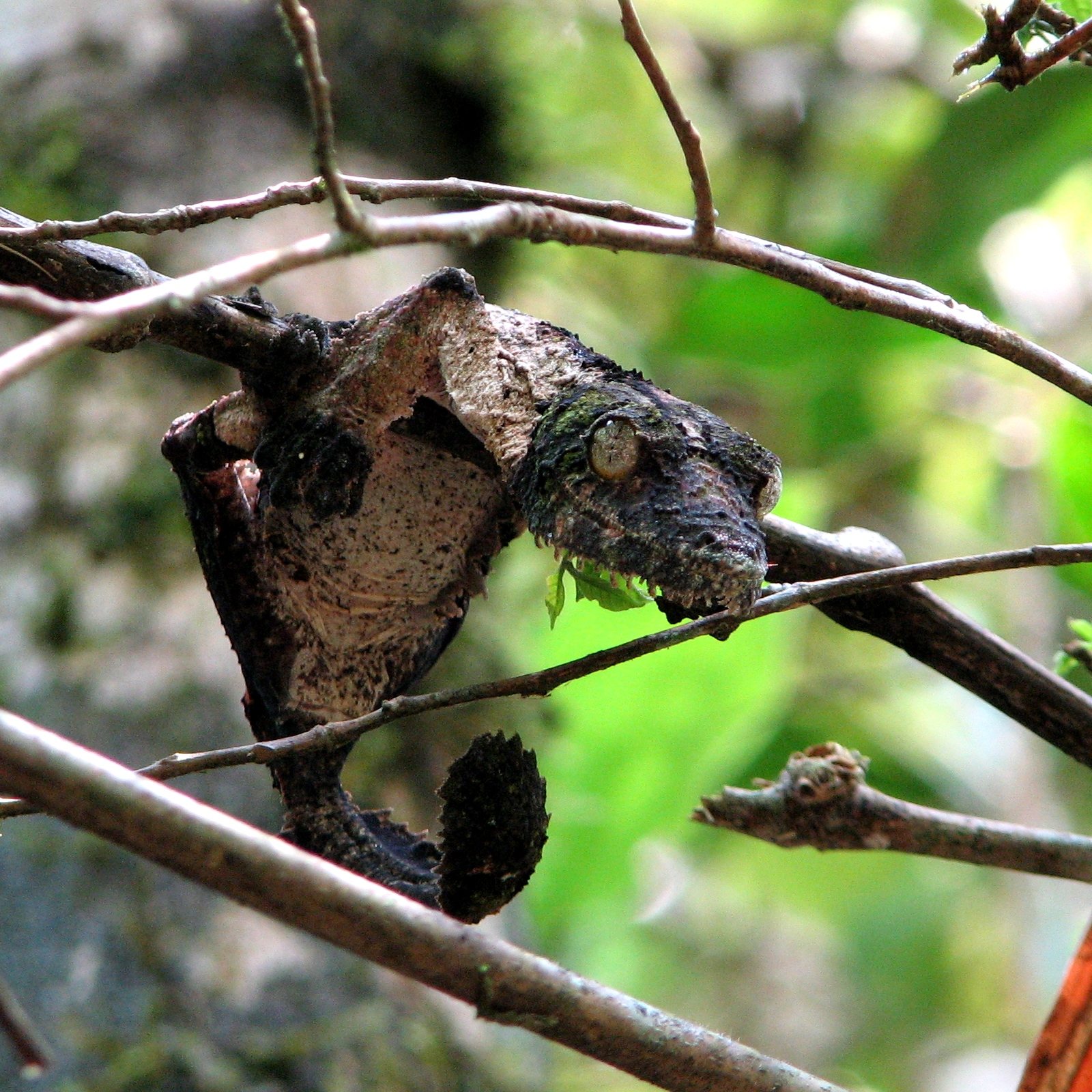
Madagaskarplatstaartgekko
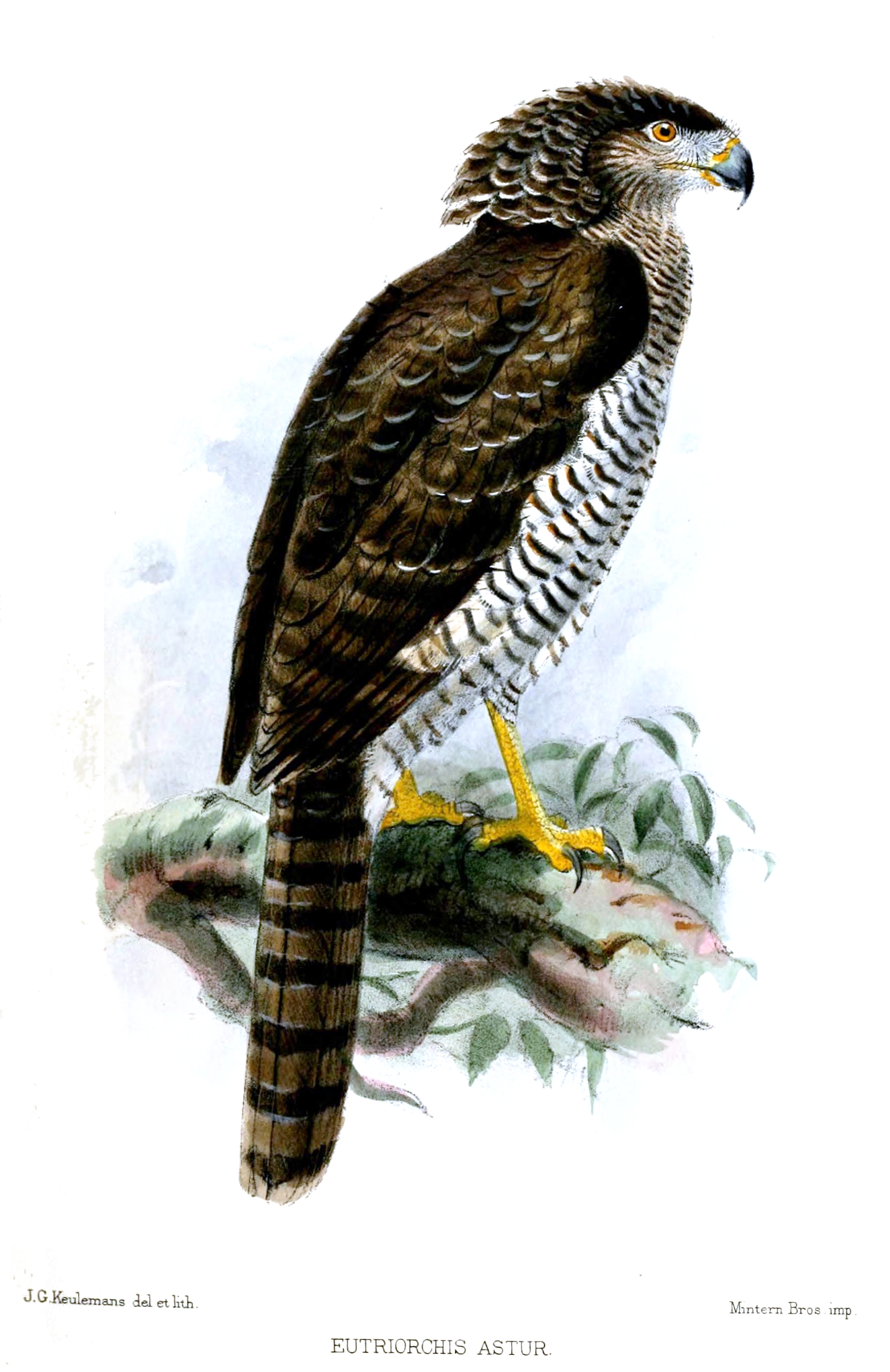
Madagaskarslangenarend

## Flora
In het reservaat zijn ook vele zeldzame planten te vinden die vaak enkel daar voorkomen of slechts op weinig andere plaatsen groeien. Een belangrijk voorbeeld is de Takhtajania perrieri, het enige lid van het Takhtajaniageslacht. Het is een boom die al 120 miljoen jaar bestaat en op wetenschappelijk gebied van onschatbare waarde is.
Verder bevinden zich in het reservaat veel soorten kostbaar hout, zoals ebbenhout, palissander, vintanona en tafonana, 300 soorten varens en 40 palmsoorten.

## Bedreiging
Ondanks de status van beschermd gebied lopen de biodiversiteit en de natuur schade op. Enkele grote gevaren zijn de illegale jacht op lemuren, zelfs op de zeldzaamste soorten, het oogsten van kwetsbaar (loof)hout, zoals ebbenhout en palissander en de ontginning van edelstenen. Bepaalde houtsoorten en apensoorten dreigen daardoor te verdwijnen. Verder zorgt ook de nationale weg die het reservaat doorkruist voor problemen: dagelijks berijden een aantal zwaarwegende trucks deze weg waardoor ze sterk erodeert en er geulen in het bergmassief ontstaan. Bovendien worden er sporadisch chauffeurs betrapt die dieren, voornamelijk lemuren die de weg betreden, doodschieten. Er worden plannen opgesteld om de weg die in slechte staat is te renoveren.